# 3976 Lise
A 3976 Lise (ideiglenes jelöléssel 1983 JM) a Naprendszer kisbolygóövében található aszteroida. Norman G. Thomas fedezte fel 1983. május 6-án.